# 警察 (品牌)
警察（英語：Police）是意大利時尚配飾品牌，由德里戈兄弟（De Rigo brothers）於1983年成立，最初以製造太陽眼鏡為主要業務，1997年發表了第一款香水，2003年開始涉足手錶，2008年開始售賣第一個服裝系列。
品牌曾經聘用過多個名人為其代言，包括：保羅·馬甸尼、布鲁斯·威利斯、佐治·古尼、大衛·碧咸、尼馬、安東尼奧·班達拉斯、池昌旭等，亦是一級方程式梅赛德斯AMG车队的贊助商之一。

## 外部連結
- Official website （页面存档备份，存于）
- Look beyond （页面存档备份，存于）